# Cañailla (álbum de Niña Pastori)
Cañailla es el tercer álbum de estudio de Niña Pastori, publicado por Sony Music. Este es el primer álbum que produce su marido, Julio Jiménez Borja, alias Chaboli. Tiene canciones compuestas por ella y su marido. Además de uno de sus mayores éxitos, Cai.

## Listado de canciones
1. «Los hilos del alba (Bulerías)»
2. «Cai»
3. «La costurera»
4. «Manolillo el canastero (Tangos)»
5. «La Aurora»
6. «Tangos de la Tía Juana»
7. «Raro»
8. «Yo vivo navegando (Rumba)»
9. «Sobre la arena (Alegrías)»

## Sencillos
1. Cai

- Datos: Q60825277